# یگان دودیوان
یگان دِودیوان (به عبری: יחידת דובדבן) به معنای «یگان گیلاس»، یکی از واحدهای تکاوران نیروهای دفاعی اسرائیل است که تحت امر فرماندهی کرانه باختری قرار دارد و برای انجام عملیات‌های مبدل تروریستی  علیه فلسطینی‌ها شهرت دارد.
این یگان تنها یگان ویژه تکاوران ارتش اسرائیل است که وظیفه برخورد مستقیم با نیروهای فلسطینی را برعهده دارد.
یگان ویژه دِودیوان بیشتر بخاطر انجام عملیات در داخل فلسطین (با پوشیدن لباس‌های عربی و عبور با ماشین‌های شخصی جهت انجام عملیات) شهرت دارند. نیروهای این یگان اغلب برای دستگیری یا ترور سران گروه‌های نظامی فلسطینی (حماس و جهاد اسلامی فلسطین) به صورت مبدل به انجام عملیات در داخل فلسطین می‌پردازند.